# Відносини Бангладеш — Європейський Союз
Відносини Бангладеш та Європейського Союзу стосуються зовнішніх відносин між Бангладеш та Європейським Союзом. ЄС є найбільшим експортним напрямком Бангладеш. Нинішнім послом ЄС у Бангладеш є Ренс'є Тірінк.

## Історія
У 2016 році діалог Бангладеш-ЄС з питань управління міграцією відбувся в гостьовому будинку Мегна в Дакці. Діалог зосередився на питаннях нелегальної міграції та способів управління нею та підвищення обізнаності про неї в Бангладеш. ЄС висловив своє розчарування новими правилами щодо НУО у 2016 році.

## Культурні відносини
ЄС проводить кампанію за покращення умов праці, демократії та свободи вираження поглядів у Бангладеш. У 2013 році Бангладеш підписав з ЄС угоду про сталий розвиток, щоб покращити умови праці в країні. ЄС також сприяв скасуванню смертної кари в Бангладеш.

## Економічні відносини
У 2001 році була підписана угода про співпрацю між ЄС та Бангладеш, яка заклала основу торговельних відносин. Європейський Союз надав Бангладеш безмитний доступ до ринку Союзу в рамках ініціативи Everything But Arms (EBA). Європейський Союз є найбільшим торговим розділом Бангладеш, на який припадає 24 відсотки загальної торгівлі Бангладеш. Бангладеш у профспілках 35 найбільших торгових партнерів. Одяг становить 90 відсотків усього експорту з Бангладеш до ЄС. Експорт ЄС складається здебільшого з машин і транспортного обладнання на 49 відсотків. Очікувалося, що схема «Усе, крім зброї» завершиться у 2021 році, коли Бангладеш перейде до країн, що розвиваються.